# Heteragrion petiense
Heteragrion petiense – gatunek ważki z rodziny Heteragrionidae.